# علي عبد الواحد وافي
علي عبد الواحد وافي (1319- 1412 هـ / 1901- 1991م)، باحث وكاتب من روَّاد علم الاجتماع العربي، مصري الجنسية.

علي عبد الواحد وافي في شبابه

## سيرته
ولد في أم درمان بالسودان حيث كان والده عبد الواحد وافي مدرسًا في المدارس الأميرية ثم في كلية غوردون. عند عودة الأسرة إلى مصر، دخل مدرسة ابتدائية ثم تعلم في الأزهر، فحفظ القرآن الكريم وطائفة من المتون العلمية التي تلقى شرحها على والده، وتخرج في دار العلوم العليا عام 1925م. كان أول فرقته، فأوفدته وزارة المعارف آنذاك في بعثتها إلى جامعة السوربون في باريس، حيث درس الفلسفة وعلم الاجتماع، فقضى بها نحو ست سنوات، فحصل على البكالوريوس عام 1928م وكان عنوان الرسالة «نظرية اجتماعية في الرق»، ثم درجة الدكتوراه في علم الاجتماع من الجامعة نفسها بإشراف الأستاذ «فوكونيه» أستاذ علم الاجتماع، عام 1931م وكان عنوان الرسالة «الفرق بين رق الرجل ورق المرأة».
عمل مدرسًا لعلم النفس والتربية والاجتماع في الأزهر وجامعة القاهرة، والعديد من الجامعات العربية: جامعة أم درمان بالسودان، وجامعة قسنطينة بالجزائر، وجامعة محمد الخامس بالرباط، وجامعة الإمام محمد بن سعود بالرياض.
تقلّد مناصبَ أكاديمية عديدة، منها عميد كلية التربية بالأزهر، وعميد كلية الآداب ورئيس قسم الاجتماع بجامعة أم درمان، وجامعة القاهرة. انتخب عضوًا في مجمع اللغة العربية بالقاهرة، وبالمجمع الدولي لعلم الاجتماع، وبالمجالس القومية المتخصصة، وبالمجلس الأعلى للشؤون الإسلامية. ومُنح جائزة الدولة التقديرية للعلوم الاجتماعية من المجلس الأعلى للثقافة عام 1989م.

## مؤلفاته
1. علم اللغة،
2. فقه اللغة،
3. اللغة والمجتمع،[2]
4. نشأة اللغة عند الإنسان والطفل[3]،
5. لسان العرب: اللغة والمجتمع،
6. ابن خلدون منشئ علم الاجتماع،
7. عبقريات ابن خلدون،
8. تحقيق مقدمة ابن خلدون،
9. تحقيق المدينة الفاضلة للفارابي،
10. الأسرة والمجتع،
11. المسؤولية والجزاء،
12. علم الاجتماع،
13. مشكلات المجتمع المصري والعالم العربي وعلاجها في ضوء العلم والدين،
14. غرائب النظم والتقاليد والعادات،
15. الاقتصاد السياسي وتحقيق نظرياته في ضوء علم الاجتماع،
16. أصول التربية ونظام التعليم،
17. المساواة في الإسلام والشرائع السابقة،
18. الأسفار المقدسة في الأديان السابقة للإسلام،
19. اليهودية واليهود،
20. بين الشيعة وأهل السنة،
21. الهنود الحمر،

## وصلات خارجية
- علي عبد الواحد وافي